# Новобойківське
Новобойкі́вське — село в Україні, у Комишуваській селищній громаді Запорізького району Запорізької області. Населення становить 34 осіб. До 2016 орган місцевого самоврядування - Новояковлівська сільська рада.

## Географія
Село Новобойківське знаходиться на відстані 2 км від сіл Магдалинівка та Новояковлівка.

## Історія
12 червня 2020 року, відповідно до Розпорядження Кабінету Міністрів України від № 713-р «Про визначення адміністративних центрів та затвердження територій територіальних громад Запорізької області», увійшло до складу Комишуваської селищної громади.
19 липня 2020 року, в результаті адміністративно-територіальної реформи та ліквідації Оріхівського району, селище увійшло до складу Запорізького району.